# Luis Suárez
Luis Alberto Suárez Fernández Díaz (født 24. januar 1987 i Salto) er en uruguayansk fodboldspiller (angriber). Han spiller for den amerikanske klub Inter Miami CF og for det uruguayanske landshold. Han har tidligere repræsenteret hollandske FC Groningen og AFC Ajax, engelske Liverpool F.C. spanske FC Barcelona og spanske Atlético Madrid.

## Karriere

### Ungdomskarriere
Luis Suárez blev født som det midterste barn i en søskendeflok på syv den 24. januar 1987 i byen Salto på den uruguayanske grænse til nabolandet Argentina. Som syvårig flyttede han med sin mor og sine seks brødre til hovedstaden Montevideo, og begyndte her som 14-årig at spille for Nacional, en af de mest succesfulde klubber i Uruguay. Han opnåede hurtigt succes i klubben, selvom han også blev irettesat af klubbens ungdomstræner for at tage sin karriere for useriøst, blandt andet ved at feste for meget. Som 15-årig nikkede han under en ungdomskamp for klubben dommeren en skalle, og blev udvist.

### Nacional
Suárez fik som 18-årig, den 3. maj 2005, sin seniordebut for Nacional i et Copa Libertadores-opgør mod Junior de Barranquilla fra Colombia. Han slog sig hurtigt fast på førsteholdet, og scorede i september samme år sit første mål for klubben. I sæsonen 2005-06 scorede han ti mål i 26 kampe for Nacional i den uruguayanske liga og hjalp klubben til sit 41. mesterskab gennem historien. Selvom Suárez ikke blev klubbens topscorer, bidrog han med et mål i hver af de to finalekampe mod Rocha F.C., og undervejs scorede han også i det traditionsrige opgør mod arvefjenderne fra Peñarol.
Scouts fra europæiske klubber fik hurtigt øje på den unge Suárez' kvaliteter, og allerede som 19-årig blev han i sommeren 2006 solgt til den hollandske Æresdivisions-klub FC Groningen for en pris på 800.000 euro. En af Suárez motivationer for at foretage skiftet var at komme tættere på sin kæreste Sofia, der på dette tidspunkt var bosat i Barcelona i Spanien.

### Groningen
Suárez' første tid i Holland var svær, og præget af kommunikationsproblemer, som følge af hans manglende evne til at tale både hollandsk og engelsk. Med hjælp fra sin uruguayanske holdkammerat Bruno Silva lykkedes det ham efterhånden at falde til i det nord-hollandske, og begyndte efterhånden at finde målformen for klubben. I løbet af en periode på fem kampe i januar scorede han fire mål, men kæmpede også samtidig med sine disciplinære problemer, og måtte i samme periode inkassere tre gule og ét rødt kort. Han sluttede sæsonen med 10 scoringer i 29 ligakampe, og hjalp dermed Groningen til en ottendeplads i Æresdivisionen. Samtidig scorede han i sin UEFA Cup debut, hvor han nettede i et 4-2 nederlag til serbiske Partizan Beograd.
Suárez gode præstation i Groningen tiltrak interesse fra Amsterdam-storklubben AFC Ajax, der tilbød Groningen 3,5 millioner euro for at sælge uruguayaneren. Groningen afviste tilbuddet, hvilket fik Suárez til at blive så vred at han meldte sin arbejdsgiver til det hollandske fodboldforbund, i et forsøg på at få trumfet sit skifte til Ajax igennem. Selvom han ikke fik medhold i sagen fik han alligevel sit ønske om et skifte opfyldt, da Ajax hævede sit bud til 7,5 millioner euro, hvilket Groningen accepterede. Ajax-direktør Maarten Fontein angav "det historiske bånd mellem Groningen og Ajax" og "en god dialog" som årsagerne til, at det lykkedes de to klubber at blive enige om et salg.

### Ajax
Suárez underskrev en femårig kontrakt med Ajax og debuterede for klubben i en Champions League-kvalifikationskamp mod tjekkiske Slavia Prag. Han scorede i sin ligadebut for klubben, en udekamp mod De Graafschap, og to gange i sin hjemmedebut på Amsterdam Arena mod SC Heerenveen. I sin første sæson i klubben scorede han 17 mål i ligakampe, og udgjorde sammen med hollænderen Klaas-Jan Huntelaar en målfarlig duo i Ajax, der sluttede sæsonen på andenpladsen. I den følgende sæson, hvor Ajax blev nr. 3 i ligaen, scorede han 22 mål i 31 ligakampe, men modtog også en del kritik fra Ajax' nye cheftræner Marco van Basten, på grund af de mange disciplinærsager han fortsatte med at blive involveret i.
I 2009-10-sæsonen blev Suárez topscorer i Æresdivisionen med 33 scoringer i 35 kampe, og blev samtidig kåret til Årets spiller i hollandsk fodbold. De mange scoringer var dog ikke nok til at sikre Ajax mesterskabet, og klubben sluttede på andenpladsen bag FC Twente. Suárez gode præstationer, kombineret med den opmærksomhed hans præstationer ved VM i 2010 skaffede ham, betød at flere af Europas absolutte topklubber begyndte at vise interesse for ham. Kort tid efter VM scorede han sit mål nr. 100 i Ajax-trøjen, da han nettede i en Champions League-kvalifikationskamp på hjemmebane mod græske PAOK Saloniki.
Efter en lang periode med rygter om salg blev Suárez i januar 2011 solgt til den engelske Premier Leagueklub Liverpool F.C. Prisen var på 22,8 millioner britiske pund. Ajax vandt senere samme sæson det hollandske mesterskab og sikrede dermed, at Suárez nåede at vinde denne titel. Hans tid i Holland bød også på en sejr i pokalturneringen KNVB Cup i 2010.

### Liverpool
Suárez underskrev en fem-et-halvt år lang kontrakt med Liverpool, et køb der på daværende tidspunkt var det dyreste i Liverpools historie. Han spillede sin debutkamp 2. februar 2011, en Premier League-hjemmekamp mod Stoke City, hvor han kom ind fra bænken og scorede. Han afsluttede 2010-11 sæsonen med fire scoringer i 13 kampe for holdet.
Sæsonen 2011-12 blev en af de første nedture i Suárez karriere. Han formåede kun at score elleve mål i Premier League i sæsonen, hvor Liverpool sluttede på 8.-pladsen. Han vandt dog sit første trofæ med klubben, da holdet triumferede med sejr i Carling Cuppen efter finalesejr over Cardiff City. Sæsonen blev også præget af en otte spilledage lang karantæne, som følge af racistiske udtalelser mod Manchester Uniteds Patrice Evra.
Suárez startede sæsonen 2012-13 med at underskrive en ny langtidskontrakt med Liverpool. Sæsonen blev en positiv oplevelse ovenpå den skuffende 2011-12-sæson, og Suárez sluttede på andenpladsen på Premier Leagues topscorerliste med 23 mål. Af højdepunkter i sæsonen kan blandt andet nævnes hattrick på udebane mod både Norwich City og Wigan Athletic. Suárez var i januar 2013 for første gang anfører for klubben i et FA Cup-nederlag mod Oldham Athletic.
I 2013-14-sæsonen var Suárez først interesseret i at forlade Anfield, men endte trods nære forhandlinger med blandt andet Arsenal at blive i klubben. Sæsonen blev særdeles succesfuld for Suárez, der blev både topscorer i Premier League og samtidig kåret til PFA Player of the Year som den første ikke-europæiske spiller nogensinde. Hans 31 ligamål sørgede desuden for, at han vandt Den Gyldne Støvle, en pris UEFA hvert år giver til den mest scorende spiller i Europa. Hans præstationer var medvirkende til, at Liverpool for første gang i mange år spillede med om mesterskabet, en titel man dog til sidst måtte se Manchester City løbe med. Holdet kvalificerede sig dog til Champions League 2014-15.

### FC Barcelona
Suárez blev i juli 2014 solgt til den catalanske storklub FC Barcelona for et beløb på cirka 6-700 millioner kroner. Han debuterede dog først i november efter hans lange karantæne for at bide Giorgio Chiellini (Italien) i skulderen under VM (2014)

## Landshold
Suárez spillede for det uruguayanske U/20-landshold ved U/20 VM 2007, hvor holdet blev slået ud i 1/8-finalerne. Den 8. februar 2007 spillede han sin debutkamp for A-landsholdet, der endte med en 3-1 sejr mod Colombia.
Suárez blev af den uruguayanske landstræner Oscar Tabárez udtaget til VM i 2010 i Sydafrika. Her var han med to scoringer i 1/8-finalen mod Sydkorea den afgørende brik i Uruguays kvalifikation til kvartfinalen mod Ghana. Kvartfinaleopgøret er gået over i historien, ikke mindst på grund af Suárez aktioner i kampen. Få sekunder før den forlængede spilletids udløb fik ghaneserne en kæmpechance, da Stephen Appiah sendte bolden mod mål. Suárez blokerede på målstregen åbenlyst skuddet med begge hænder, blev udvist, og forlod banen i tårer, mens Ghana gjorde sig klar til at sparke straffespark. Asamoah Gyan brændte med et spark på overliggeren forsøget, og kampen gik i straffesparkskonkurrence, som uruguayanerne vandt. Suárez udtalte efter kampen, at han var tilfreds med sin aktion. Uruguay tabte efterfølgende uden en karantæneramt Suárez semifinalen til Holland. Han var tilbage på holdet til bronzekampen mod Tyskland, et opgør der også blev tabt.
Suárez var i 2011 en del af det uruguayanske hold, der vandt guld ved Copa América 2011. Her scorede han blandt andet det ene mål i den uruguayanske finalesejr på 3-1 over Paraguay. Han endte som nummer to på turneringens topscorerliste med fire scoringer.
I 2012 deltog Suárez ved OL i 2012 i London. Her var han anfører på det uruguayanske hold, der blev slået ud i det indledende gruppespil efter en sejr over de Forenede Arabiske Emirater, samt nederlag til Storbritannien og Senegal. Året efter deltog han ved Confederations Cup, hvor Uruguay sluttede på 4. pladsen, efter et nederlag på straffesparkskonkurrence i bronzekampen mod Italien. Under turneringen scorede han sit 35. landskampsmål, og overtog dermed målrekorden for det uruguayanske landshold.
Suárez blev i 2014 udtaget til VM i Brasilien. Her var han grundet en skade ikke med i den første gruppekamp, som uruguayanerne sensationelt tabte til Costa Rica. Han var imidlertid tilbage til holdets andet opgør mod England, hvor han med to scoringer sikrede sit land sejren. I den afgørende gruppekamp mod Italien blev Suárez udvist for at bide Giorgio Chiellini i skulderen. Dommeren så ikke episoden, og Suárez kunne spille kampen, som Uruguay vandt 1-0, til ende. Han blev dog efterfølgende smidt ud af turneringen med karantæne.

## Kontroverser

### Bidesager
Luis Suárez vakte i november 2010 international opsigt, da han i en kamp for Ajax mod rivalerne PSV Eindhoven bed modstanderen Otman Bakkal i skulderen. Det hollandske fodboldforbund straffede ham med en karantæne på syv spilledage, som han accepterede uden at appellere.
Den 21. april 2013, i en Premier League-kamp for Liverpool mod Chelsea F.C., bed Suárez igen en modstander, denne gang serberen Branislav Ivanovic. Suárez fik af det engelske fodboldforbund ti spilledages karantæne. Karantænen betød, at Suárez missede resten af den indeværende Premier League-sæson, og også måtte indlede den efterfølgende med flere karantænedage. Han sendte efterfølgende en personlig undskyldning til Ivanovic, og indikerede et ønske om at forbedre sig fremover.
Den 24. juni 2014, under VM i Brasilien, bed Suárez for tredje gang en modstander, da han i uruguayanernes gruppekamp mod Italien bed midterforsvareren Giorgio Chiellini i skulderen. Det internationale fodboldforbund FIFA straffede to dage senere Suarez med ni spilledages karantæne på landsholdplan, samt en fire måneders gennemgående karantæne fra fodbold.

### Racismesag
I december 2011 blev Suárez tildelt en bøde på 350.000kr samt 8 spilledages karantæne af det engelske fodboldforbund for racistiske ytringer over for franskmanden Patrice Evra fra Manchester United. Hændelsen fandt sted i Liverpools kamp mod Manchester United d. 16. oktober 2011. Suárez afviste selv, at han skulle have ytret sig racistisk over for Evra, men blev alligevel dømt af FA. Sagen udviklede sig yderligere i Liverpool og Manchester Uniteds første møde efter karantænens udløb, hvor Suárez nægtede at give hånd til Evra.

## Titler
Primera División Uruguaya
- 2006 med Nacional

Johan Cruijff Schaal
- 2007 med AFC Ajax

KNVB Cup
- 2010 med AFC Ajax

Æresdivisionen
- 2011 med AFC Ajax

Copa América
- 2011 med Uruguay

Football League Cup
- 2012 med Liverpool F.C.

UEFA Champions League:
- 2014/2015 med FC Barcelona

VM for Klubhold:
- 2015 med FC Barcelona

UEFA Super Cup:
- 2015 med FC Barcelona

Spanske mesterskab:
- 2014/2015, 2015/2016, 2017/2018, 2018/2019 med FC Barcelona, 2020/2021 med Atlético Madrid

Spansk Supercup:
- 2016, 2018 med FC Barcelona

Spanske Pokalturnering:
- 2014/2015, 2015/2016, 2016/2017, 2017/2018 med FC Barcelona